# Folgeren
Folgeren (Fries: De Folgeren) is een voormalige buurtschap en tegenwoordige wijk van Drachten in de gemeente Smallingerland, in de Nederlandse provincie Friesland.

## Geografisch
De buurtschap lag bij de kruising van de Folgeralaan met de straat Folgeren en de Kletsterlaan. Aan de zuidwestkant van de oorspronkelijke buurtschap ligt de huidige de wijk De Folgeren, die vernoemd is naar de buurtschap maar niet helemaal overlapt met de voormalige buurtschap. 

## Geschiedenis
De buurtschap werd in 1543 vermeld als Folgeren, de varianten De Folgeren en Volgeren komen later voor. De buurtschap is ontstaan in de Folgera Veenen. Deze naam duidt op een stuk land dat hoort bij een ander land.
Aan het einde van de negentiende eeuw werd Folgeren opgeslokt door het grotere Drachten.
De tramlijnen uit Groningen (later Philipslijn) en Burgum kwamen ooit samen in Folgeren, waar ook de laatste halte voor Drachten was. Een voormalige spoorwegovergang is in 2008 in de bestrating van de weg aangegeven en naast de kruising staan vier speciaal ontworpen spoorweglampen.

### Vreewijk

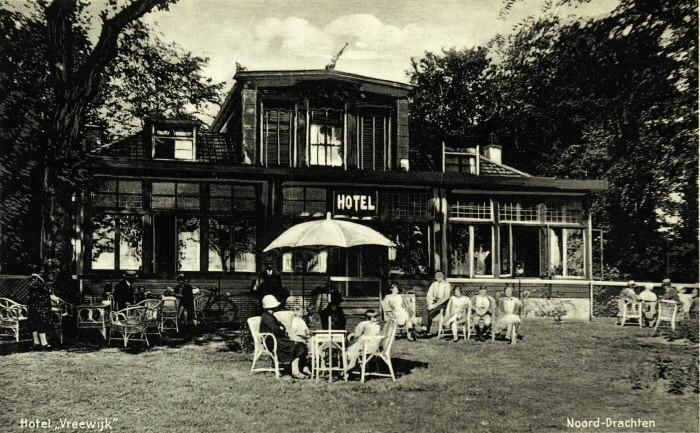
Hotel Vreewijk (1932)

'Huize Vreewijk' werd in 1855 als buitenplaats gebouwd door Lambertus Dorhout, oorspronkelijk met een grote achtertuin met bos. De tuin werd door tuinarchitect Lucas Pieters Roodbaard ontworpen in Engelse landschapsstijl. Dorhout was ook eigenaar van de uit 1648 stammende naastliggende boerderij (Folgeren 12) die in de jaren 80 is gerestaureerd en op de lijst van rijksmonumenten in Drachten staat. Nadat in 1916 de laatste in Huize Vreewijk wonende Dorhout was overleden, kwam het buiten na verloop van tijd in handen van de familie Atema, die het liet verbouwen tot hotelaccommodatie en er later een zaal bijbouwde. De huidige eigenaarsfamilie Meek (Klaverbladmakelaars) zijn eigenaar sinds 2020. 
In de 20e eeuw was de villa lange tijd een in de wijde omgeving bekende hotel-, conferentie-, dans- en trouwlocatie. Achter Vreewijk lag de danszaal waar eenmaal in de twee weken in het weekend dansavonden werden gehouden, later kon het publiek er wekelijks terecht. Naast Vreewijk liggen de tennisvelden van de in 1922 opgerichte tennisvereniging Drachtster Lawn Tennis Club.
Van de originele villa en het tuinontwerp is niets meer over. Het oude Vreewijk is afgebroken en in 2008 is het nieuwe Vreewijk geopend, een appartementencomplex  in de stijl van het oude gebouw.

### Frijsteat Folgeren

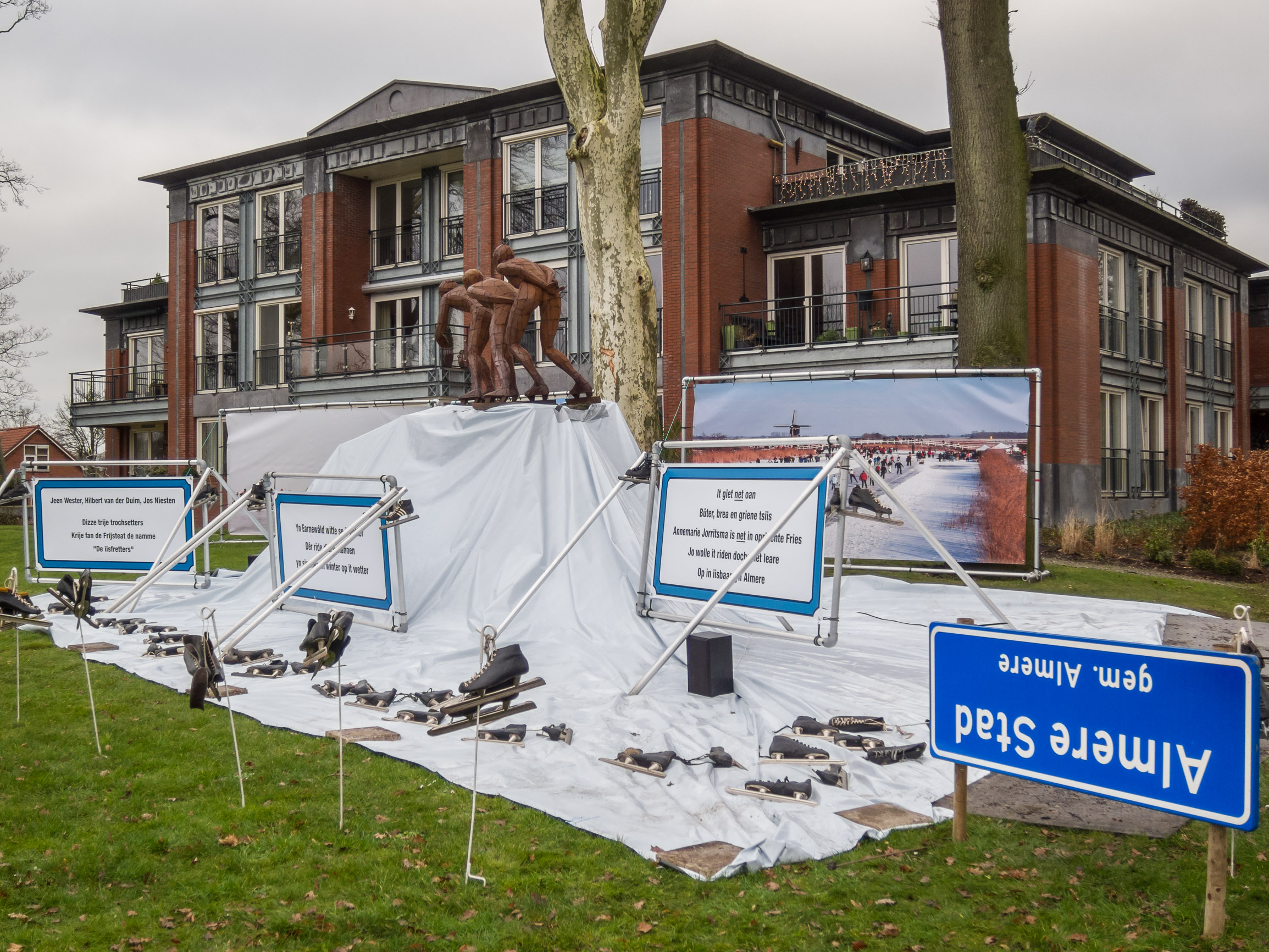
Oudejaarsstunt Frijsteat Folgeren 2013-14, op de achtergrond het nieuwe Vreewijk.

De oudejaarsvereniging 'Frijsteat Folgeren' werd in 1963 opgericht. De acties gaan met name over het ontvoeren van symbolen. Zo werd door de oudejaarsploeg het beeld 'Peije' weggenomen uit Drachten en werd het beeld op nieuwsjaarsdag in Folgeren neergezet. Daarna is het beeld weer teruggeplaatst op zijn plek. Een ander voorbeeld is het wegnemen van de metershoge melkbussen uit het Noord-Brabantse dorp Wouw op 24 december 2016. Rond de jaarwisseling stonden de melkbussen in de tuin van Vreewijk.